# Campanula guinochetii
Campanula guinochetii är en klockväxtart som beskrevs av Quezel. Campanula guinochetii ingår i släktet blåklockor, och familjen klockväxter.
Artens utbredningsområde är Marocko. Inga underarter finns listade i Catalogue of Life.